# هلند اسپانیا
هلند اسپانیا از لحاظ تاریخی در اسپانیایی: فلاندرز Flandes، (نام فلاندر "Flanders" که قسمتی از سرزمین هلند است به عنوان جزء به کل سرزمین استفاده شد)pars pro toto با نام اصلی هلند هابسبورگ بود که توسط شاخه اسپانیایی هابسبورگ از سال ۱۵۵۶ تا ۱۷۱۴ اداره می‌شد. آنها مجموعه‌ای از ایالات امپراتوری مقدس روم در کشورهای سفلی که در اتحاد شخصی با پادشاه اسپانیا و توسط امپراتوری اسپانیا (که هابسبورگ اسپانیا نیز نامیده می‌شود) اداره می‌شدند. این منطقه بیشتر ایالات بلژیک و لوکزامبورگ کنونی و همچنین بخش‌هایی از جنوب فرانسه، جنوب هلند و غرب آلمان به پایتختی بروکسل را شامل می‌شد. ارتش فلاندر وظیفه دفاع از این سرزمین را داشت.
این سرزمین با نام هلند بورگوندی از متصرفات دوک‌نشین بورگوندی بود که پس از مرگ ماری بورگوندی در سال ۱۴۸۲، به شوهرش ماکسیمیلیان یکم، امپراتور مقدس روم که از دودمان هابسبورگ اتریش بود از خاندان منقرض شده خاندان والوآ-بورگوندی به ارث برده شده بود.
هفده استان هسته اصلی هلند هابسبورگ را تشکیل می‌داد که پس از کناره‌گیری امپراتور کارل پنجم در سال ۱۵۵۶ به هابسبورگ‌های اسپانیا رسید. هنگامی که بخشی از هلند طی شورش هلند از هم جدا شد و در سال ۱۵۸۱ جمهوری هلند خودمختار را تشکیل داد، بقیه مناطق با نام هلند اسپانیا تا زمان جنگ جانشینی اسپانیا تحت حاکمیت اسپانیا باقی ماند.